# 红豆 (歌手)
紅豆（原名：王立勇 1970年9月20日—），中國大陆歌手，電影演員。1987年因參加“群星杯”歌唱比赛獲得亞軍而出道。 2002年，因猥褻多名男童而震驚全國。 2004年5月，紅豆因表現良好獲得假釋。2011年6月14日，紅豆再度因為猥褻男童，被內蒙古包頭警方逮捕。

## 紅豆簡歷
1987年，紅豆在獲得由中國文化部組織的“群星杯”歌唱比賽亞軍之後，進入中國娛樂圈。紅豆最初的作品為電影，他在1989年拍攝了兩部電影《煙雨情》（1993年上映）和《西行囚徒》，以及一部音樂片《好大風》。
1990年，紅豆與台灣飛揚唱片公司簽約，并發行了他的第一張個人專輯《少年個體戶》，隨後便赴香港、泰國等地學習流行音樂的製作與演唱。
1992年，紅豆參加由中國中央電視臺舉辦的“五洲杯”歌手大獎賽并獲得亞軍。
1994年，紅豆與香港飛圖唱片簽約并於1995年發行唱片《紅豆》，並因此獲得TVB十大金曲1995年第一季度最佳新人獎。
1996年，紅豆與日本AMUSE公司簽約并擔任AMUSE北京分公司的藝術總監，並在同年參與製作了電視劇《起步停車》主題曲。同年發行同名專輯。
1997年至2001年期間，紅豆鮮有個人作品面世。
2001年，紅豆參與電影《閃靈 兇猛》的演出。
2002年，紅豆因猥褻兒童被判入獄，2004年獲假釋，最終於2005年刑滿釋放。
2011年6月，红豆再次因猥亵男童被捕。

## 紅豆作品

### 音樂作品
1. 1989年，《相聚在龍年》（合輯），發行公司：不詳；
2. 1990年，《少年個體戶》，發行公司：台灣飛揚唱片；
3. 1995年，《紅豆》，發行公司：香港飛圖唱片；
4. 1996年，《起步停車》（電視原聲帶），發行公司：AMUSE Inc.；
5. 1998年，與羅中旭、高楓、孫楠共同為“春蕾計劃”錄製公益歌曲《好好努力》；
6. 2001年，《YOU GOTTA TRY》（單曲），發行公司：不詳；
7. 2007年，《媽媽》（單曲），發行公司：不詳。

### 電影作品
1. 1989年：《煙雨情》（導演：張子恩）。
2. 1989年：《西行囚徒》。
3. 2001年：《閃靈兇猛》（導演：阿甘）。

## 紅豆猥褻兒童案

### 第一次
- 1998年 - 1999年：紅豆在北京某舞蹈藝術學校進行舞蹈指導的時候，便開始對該校男童有猥褻情節並引發所在學校老師的不滿。[5]

- 2000年1月 - 2001年6月：紅豆並沒有因校方的抗議和老師的抵制而有所收斂，反而明目張膽地將男童帶往酒店等地，並牽扯金錢交易。[5]

- 2001年9月8日：校方向北京朝陽區警方報案。[5]

- 2001年12月17日：紅豆被北京警方抓獲。[5]

- 2001年12月27日：北京檢察院正式批捕紅豆。[5]

- 2002年6月20日：紅豆猥褻男童案在北京朝陽區法院正式審理，並當庭宣判有期徒刑3年零6個月。[6] 全案終結。

### 第二次
- 2009年11月，紅豆因猥褻當地三名男童而被河北省三河市警方通緝。[7]

- 2010年年初，紅豆被列為網上逃犯。[7]

- 2011年6月14日，紅豆被包頭市警方逮捕。[7]

- 2011年6月15日，紅豆被移送給三河市警方。[7]

## 外部連結
- 新浪網：艺人红豆个人档案 （页面存档备份，存于）
- 南方網專題：歌手红豆猥亵男童 （页面存档备份，存于）